# آزار و اذیت دینی
آزار و اذیت دینی عبارت است از بدرفتاری منظم با یک فرد یا گروهی از افراد در پاسخ به باورها یا وابستگی‌های مذهبی و دینی آنها یا عدم وجود وابستگی دینی یا بی‌دینی. گرایش جوامع یا گروه‌های درون جوامع به بیگانه دانستن یا سرکوب خرده‌فرهنگ‌های مختلف یک موضوع تکراری در تاریخ انسان است. علاوه بر این، از آنجایی که مذهب یک فرد غالباً احساس اخلاقی، جهان‌بینی، خودانگاری، نگرش نسبت به دیگران و هویت کلی شخصی را تعیین می‌کند، تفاوت‌های مذهبی تا حد قابل توجهی می‌تواند عوامل فرهنگی، فردی و اجتماعی قابل توجه باشد.
آزار و اذیت مذهبی ممکن است با تعصب مذهبی یا پیش‌داوری آغاز شود (یعنی زمانی که اعضای یک گروه مسلط ادیان دیگری را به غیر از ادیان خود تحقیر می‌کنند) یا ممکن است زمانی که دولت یک گروه مذهبی خاص را تهدیدی برای امنیت خود می‌بیند، باعث تحقیر آن می‌شود. در سطح اجتماعی، انسانیت‌زدایی یک گروه مذهبی خاص ممکن است به آسانی با اعمال خشونت‌آمیز یا دیگر اشکال آزار و شکنجه همراه باشد. آزار و اذیت مذهبی ممکن است نتیجه قوانین اجتماعی و/یا دولتی باشد. مقررات دولتی به قوانینی گفته می‌شود که دولت برای تنظیم یک دین وضع می‌کند و مقررات اجتماعی تبعیض علیه شهروندان است زیرا آنها به یک یا چند دین پایبند هستند. در واقع، در برخی کشورها آزار دینی منجر به خشونت دینی و مشکل حقوق بشر می‌شود.

## پاکسازی مذهبی
پاکسازی مذهبی نوواژه‌ای است برای یک نوع از  اذیت و آزار مذهبی که در آن یکدستی دینی در سرزمین تحت کنترل اکثریت دینی، از طریق ابزارهایی مانند حبس، اخراج، یا مرگ بر اعضای یک اقلیت دینی به دست می‌آید.